# 太平洋長吻銀鮫
太平洋長吻銀鮫（学名：Rhinochimaera pacifica），即太平洋長鼻銀鮫，为长吻银鲛科长吻银鲛属的鱼类。分布于太平洋水深300至1140公尺的海域。该物种的模式产地在日本。

## 特徵
本魚體側扁而延長，向後漸細小。吻尖長，平扁而柔軟。雄魚眼前上方具一呈短柄狀且不可彎曲的額鰭腳。上頷前齒板成鳥喙狀，下頷齒板寬長。體呈淡灰褐色，側線幾乎平直。第一背鰭具一扁長硬棘，斷面呈三角形；第二背鰭低平且延長。體長可達120公分。

## 生態
屬於深海底棲性魚類，肉食性，主要以小型底棲動物為食。

## 經濟利用
不具經濟價值，多做下雜魚，背鰭硬棘具毒性，須注意。